# Endotrichella poilaneana
Endotrichella poilaneana är en bladmossart som beskrevs av Thériot och Potier de la Varde 1923. Endotrichella poilaneana ingår i släktet Endotrichella, klassen egentliga bladmossor, divisionen bladmossor och riket växter. Inga underarter finns listade i Catalogue of Life.